# 利特羅稜鏡
利特羅稜鏡或利特羅鏡，是一種後向反射的色散稜鏡，最初是光學中的小光譜儀的一小部分。其佈置管道使以布魯斯特角進入的入射光束的偏及化最小，而色散最大。

## 說明
利特羅光學棱鏡通常具有具有30°/60°/90°直角底邊的形狀，相當於半個正三角形。通常，它們在與60°角相反的表面上塗有反射膜塗層。這種設計是由奧托·馮·利特羅（1843-1864）發展的。

## 應用
通常，利特羅稜鏡用於光學腔末端的雷射器中，通過改變入射角來精細調節雷射器的輸出頻率。
在繞射光栅問世之前，利特羅稜鏡在光譜學中有著廣泛的應用。它們仍然用於一些紫外線儀器和一些專門的雙單色器的一個部分。